# Choi Min-ho (judoca)
Choi Min-Ho (hangul: 최 민호; Gimcheon, 18 de agosto de 1980) é um judoca sul-coreano que já competiu nos Jogos Olímpicos de Atenas 2004 e Pequim 2008, ambos na categoria até 60 kg.
Nos Jogos Olímpicos de 2004, Choi Min-Ho ganhou a medalha de bronze. Já nos de 2008, conquistou o ouro, derrotando até o campeão europeu Ludwig Paischer.